# 愛上屍新娘
《愛上屍新娘》是一部2006年6月16日上映的香港電影。由霍耀良導演，王晶編劇，方力申及楊愛瑾領銜主演，元華、森美等主演。

## 演員
| 演員   | 角色   | 關係/暱稱           |
| 方力申 | 阿力   | 暗戀小玉 隊長之好友 |
| 楊愛瑾 | 小玉   | 暗戀阿力            |
| 元華   | 天師   |                     |
| 森美   | 囗水泉 | 阿力之室友          |
| 何慕詩 | 瑪莉   | 僵屍(二姐）         |